# Normandos

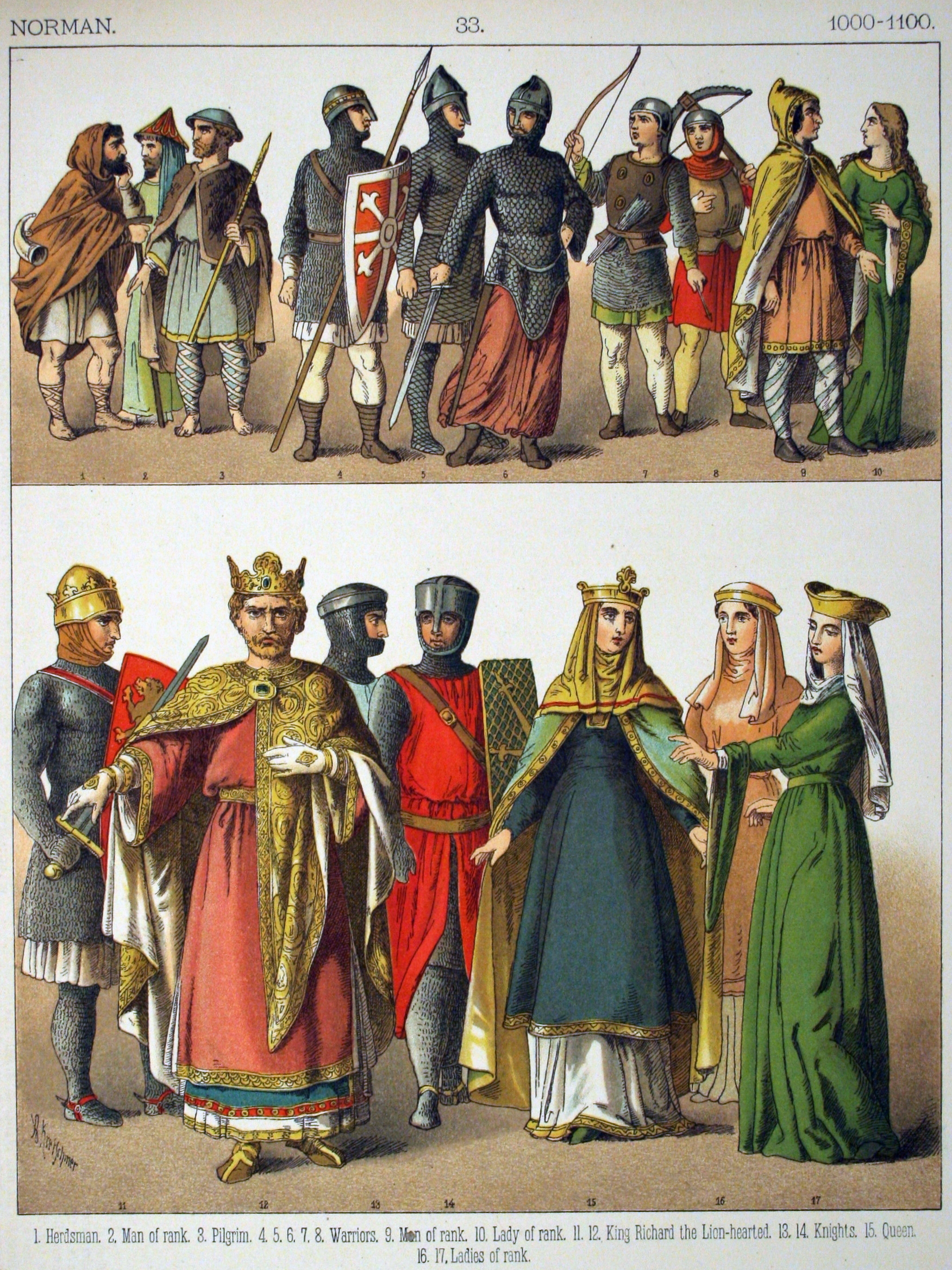
Pintura da era vitoriana representando os normandos do século X

Os normandos foram um povo germânico estabelecido no norte da França, cuja aristocracia descendia em grande parte de viquingues da Escandinávia (a palavra viquingue vem de vikingr do nórdico antigo e se refere a expedições no mar). Muitas vezes se usa normano como sinónimo, nome derivado de Northmen ou Norsemen, que significa "homens do Norte". Eles desempenharam um importante papel político, militar e cultural na parte norte e mediterrânea da Europa Medieval e Oriente Médio, por exemplo: a colonização da Normandia, a Conquista Normanda da Inglaterra, o estabelecimento de estados na Sicília e sul da península Itálica e as Cruzadas. Sua rica história originou várias lendas a seu respeito.

## Os normandos na Inglaterra

### História
Em 911, sob o tratado de Saint Claire Sur Epte, o rei da França, Carlos o Simples, cedeu a um líder invasor viquingue, Rolão, o ducado da Normandia, na esperança de que esses viquingues defendessem o país de novos ataques estrangeiros, fossem viquingues também ou não. Rolão aceitou o tratado e se instalou no território que em alguns anos de conquistas e anexações seria transformado na Normandia. Era usual que os viquingues se casassem com mulheres francesas e dessem uma educação católica a seus filhos. Desse modo, já no ano 1000, os viquingues normandos já deixavam de ser pagãos para se tornarem normandos cristãos e falantes do francês.
Em 1066, os normandos vencem a Batalha de Hastings, e com isso conquistam o trono inglês. A língua inglesa moderna surgiria da união entre os idiomas dos anglos e saxões com o francês trazido pelos normandos.
Em 1154, Henrique II marcou o fim do período normando na Inglaterra. Já no fim do século, nenhum normando ainda se considerava normando, nem mesmo na própria Normandia.
Durante a Revolução Francesa, a cultura normanda foi praticamente extinta, mas ainda existem vestígios desta cultura nas Ilhas do Canal.

### Organização social
Ao se estabelecer no norte da França, os viquingues adotaram o feudalismo como modelo sócio-econômico. Já denominados como normandos, esses implantaram o sistema feudal nos países que conquistavam. O binômio terra-proteção se enraizou na sociedade do povo normando.
A sociedade era composta por servos sem terra, vilões, aldeões, proprietários livres, cavaleiros, abades e abadessas, barões, bispos e rei.
As casas dos normandos indicavam qual sua posição na hierarquia social. O senhor da propriedade ou um comerciante rico tinha casa de pedras com vários quartos. Entretanto, os que não tinham meios para construir suas casas as faziam de palha, argila e madeira.

### Castelos
Os castelos normandos tinham um objetivo bem definido. O rei Guilherme I ordenou a construção de castelos nos pontos mais importantes do país na medida em que era difícil a manutenção das conquistas territoriais. Os castelos eram localizados perto das cidades no intuito de evitar rebeliões. Se fosse necessário, centenas de casas poderiam ser demolidas para a construção dos castelos.

### Vida na cidade
Na época áurea da dominação Normanda, as cidades tiveram alto crescimento populacional. Por exemplo, Londres, no fim do século XII, já possuía 20 mil habitantes. As cidades se formavam à medida que os senhores feudais conseguiam do rei o direito de ter mercados em seus domínios e isso foi um dos motivos pela qual o comércio se intensificou na Inglaterra e o feudalismo foi aos poucos deixado para trás. Quando isso acontecia, eles abriam ruas e estabelecimentos comerciais.
Nas cidades, as doenças eram ameaças constantes. O lixo, a água poluída e a ausência de sistema de esgoto eram problemas graves naquela época.

## Os normandos no Mediterrâneo e na Itália meridional

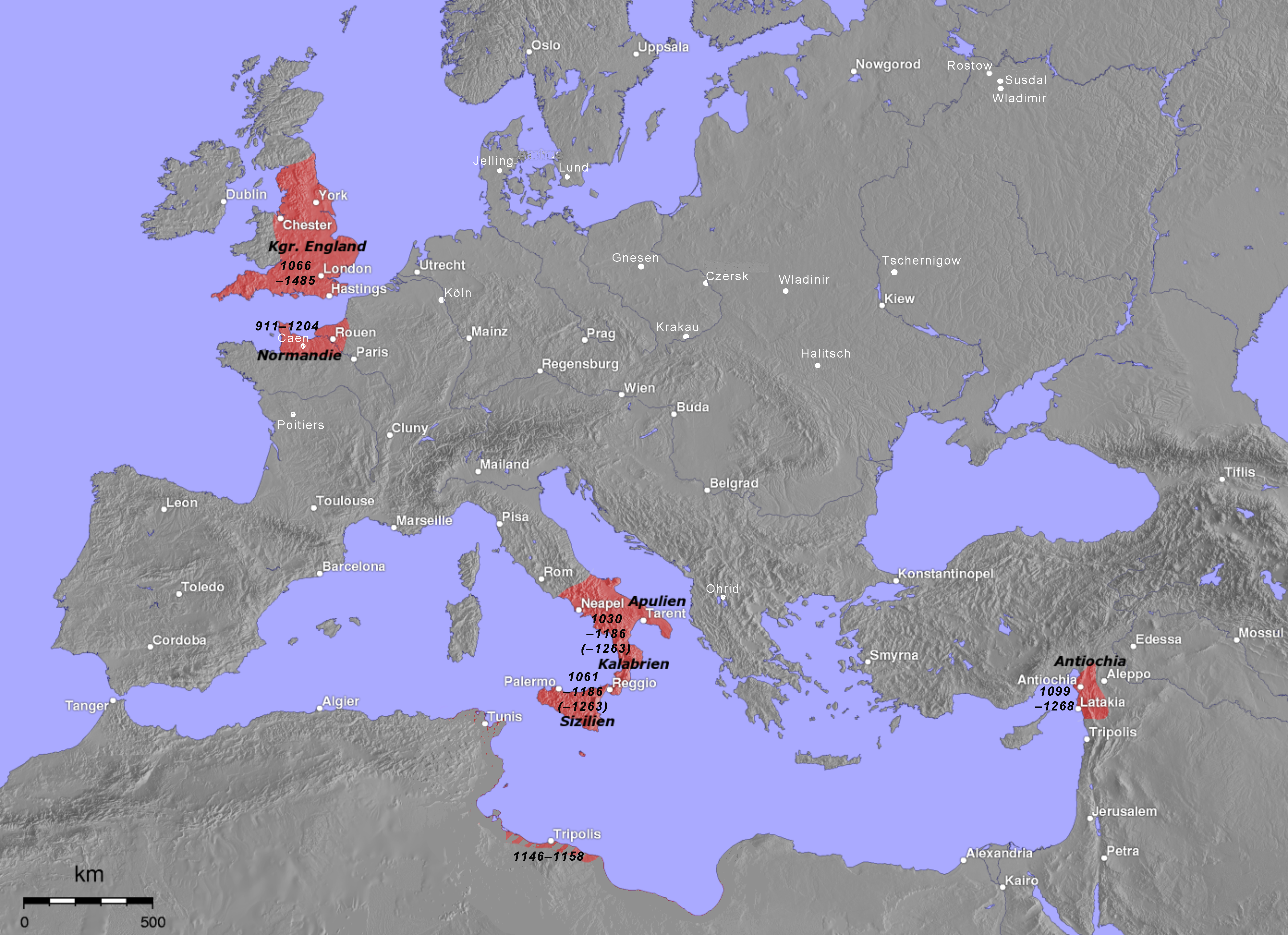
Território normandos - século XII

Os normandos se estabeleceram com sucesso também longe da Normandia. Quase contemporaneamente à conquista da Inglaterra, na segunda metade do século XI, grupos de normandos se dirigiram ao sul da península Itálica e Península Ibérica (Roberto Burdet, a Tarragona)[carece de fontes?], inicialmente como mercenários, motivados pela possibilidade que ofereciam as rebeliões antibizantinas na Apúlia.
Nessa época, a maior parte da Itália era dominada pelo Reino Lombardo, enquanto a Sicília estava dominada pelos árabes, lá chamados de sarracenos. Os mercenários normandos prestavam seus serviços para várias tarefas, como a proteção dos peregrinos que iam ou retornavam de Jerusalém ou a luta aos sarracenos. Desta maneira enriqueceram, constituindo-se em senhores territoriais (o primeiro foi o condado de Aversa com Rainulfo Drengoto em 1030). Logo, para dar uma direção política, se aliaram à família dos Altavila (originalmente Hauteville) guiada por Guilherme Braço de Ferro (morto em 1046), que liderou uma mudança radical no domínio político-territorial do Mezzogiorno.
O papa Leão IX, vendo seu Benevento ameaçado, tentou enfrentá-lo; mas o exército pontifício foi derrotado na Batalha de Civitate (1053), o Papa foi capturado, e assim Benevento permaneceu  uma ilha pontifícia em terra normanda.
Em 1059, Roberto Guiscardo, dos Altavila, fez um pacto com o papa Nicolau II, a Concordata de Melfi, com a qual se declarava formalmente seu vassalo, obtendo em troca os títulos (ainda somente nominais) de duque da Apúlia (que compreendia também a Basilicata) e da Calábria (que estava, porém, ainda em parte nas mãos dos bizantinos), parte da Campânia e Sicília (que estava, porém, em mãos dos árabes).

O reino normando da Sicília em 1112

Os normandos conseguiram rapidamente livrar o Sul da presença bizantina com repetidas expedições que se concluíra com a conquista, por Roberto Guiscardo da cidade de Régio da Calábria, onde ele confirmou o título de duque de Calábria. Os Altavilas assim puderam rapidamente dedicar-se à Sicília.
Rogério Bosso de Altavila, irmão de Roberto, no comando de um grupo de cavaleiros, em 1061, desembarcou em Messina e invadiu a ilha (então sob domínio árabe).
O avanço dos normandos continuou, com Rogério instalando-se, em 1064, no canto norte-oriental da Sicília e avançando a Cefalù e a Noto. Na Apúlia, Roberto prosseguiu a luta antibizantina, tomando Brindisi e Bari (1071).
Em 1072, Rogério tomou Palermo, que foi escolhida capital. Em 1073, tomaram Amalfi e em 1077 Taormina e Salerno.
Enquanto Boemundo I de Antioquia, filho da primeira esposa de Roberto, se tornava no fim de 1088 soberano incontestável do Principado de Taranto, Rogério I junto ao filho Rogério II, formavam o Reino da Sicília, criando assim na Itália um estado de dimensões consideráveis: o reino normando da Sicília.
Rogério II, nomeado rei de Sicília e duque da Apúlia e da Calábria na catedral de Palermo, durante a noite de Natal de 1130, estendeu o domínio normando na Itália meridional com a conquista do Ducado de Nápoles (1137) e, com Assise di Ariano (1140), conferiu ao seu Reino uma organização feudal rigidamente hierárquica e estreitamente ligada à pessoa do soberano.
O domínio dos normandos na Itália meridional teve fim em 1194 (morte de Tancredo de Lecce) e em 1198, quando o imperador romano-germânico Henrique VI (morto em 1197), em virtude de seu matrimônio com Constança de Altavila (morta em 1198), uniu à coroa imperial a de rei da Sicília.